# Suite opus 20
De Suite opus 20 is een compositie van Agathe Backer-Grøndahl. Het is een werk dat opgebouwd is als een suite uit vroeger tijden. De suite is opgedragen aan collegacomponist Johan Severin Svendsen. 
De suite bestaat uit vijf delen:
- Prélude in allegro non troppo e molto risoluto
- Nocturne in allegretto semplice
- Gavotte in allegretto
- Menuet in tranquillo
- Scherzo in allegretto giocoso

Prélude en Gavotte zijn in barokstijl, het menuet in rococostijl. 
Agathe Backer-Grondahl heeft de suite of delen daarvan zelf regelmatig uitgevoerd, maar ook andere pianisten hebben (delen van) de suite gespeeld. De eerste bekende uitvoering was door haarzelf tijdens een concert op 17 maart 1888, dat als goed werd gerecenseerd door collegacomponisten als Johannes Haarklou (Dagbladet) en Otto Winter-Hjelm. 